# 穆隆阿
穆隆阿（1767年 - ？），字栋占，号青圃，又号远识，勒格勒氏，蒙古镶蓝旗人，清朝政治人物。

## 生平
乾隆壬子科举人，嘉庆壬戌科进士，后来官至工部虞衡司主事。

## 家族
- 父亲德福，官浙江台州府知府；
- 胞兄佛斗，乾隆癸卯科举人；
- 胞兄特通阿，乾隆丁酉科拔贡，官河南汝宁府知府，陕西按察使等职；[2]
- 姐妹一，继配嫁三等侍卫、镶蓝旗宗室綿喆（父宗室永淮，祖父已革理親王弘晳，曾祖允礽即康熙帝第二子）。[3]
- 侄子恒豫，河南归德府知府；
- 侄女勒格勒氏，嫁正红旗满洲、道光癸巳进士他他拉氏廣旉。